# Amphoe Mueang Khon Kaen
Amphoe Mueang Khon Kaen (Thai: อำเภอ เมืองขอนแก่น) ist ein Landkreis (Amphoe – Verwaltungs-Distrikt) in der Provinz Khon Kaen. Die Provinz Khon Kaen liegt in der Nordostregion von Thailand, dem so genannten Isan.

## Geographie
Benachbarte Distrikte (von Süden im Uhrzeigersinn): die Amphoe Ban Haet, Phra Yuen, Ban Fang, Ubolratana, Nam Phong und Sam Sung der Provinz Khon Kaen, sowie die Amphoe Kosum Phisai und Chiang Yuen der Provinz Maha Sarakham.

## Geschichte
Im Jahr 1917 wurde der Distrikt von Mueang in Phra Lap (พระลับ) umbenannt, 1937 in Mueang Khon Kaen.

## Ausbildung
Im Amphoe Mueang Khon Kaen befindet sich die Universität Khon Kaen.

## Verkehr
In diesem Bezirk befindet sich der Flughafen Khon Kaen.

## Verwaltung

### Provinzverwaltung
Der Landkreis Mueang Khon Kaen ist in 18 Tambon („Unterbezirke“ oder „Gemeinden“) eingeteilt, die sich weiter in 249 Muban („Dörfer“) unterteilen.
| Nr.  | Name       | Thai    | Muban | Einw.   |
| ---- | ---------- | ------- | ----- | ------- |
| 01.  | Nai Mueang | ในเมือง  | 0-    | 112.329 |
| 02.  | Samran     | สำราญ   | 13    | 09.576  |
| 03.  | Khok Si    | โคกสี    | 0-    | 08.975  |
| 04.  | Tha Phra   | ท่าพระ   | 14    | 019.467 |
| 05.  | Ban Thum   | บ้านทุ่ม   | 18    | 017.434 |
| 06.  | Mueang Gao | เมืองเก่า | 17    | 027.843 |
| 07.  | Phra Lap   | พระลับ   | 19    | 021.934 |
| 08.  | Sawathi    | สาวะถี   | 24    | 018.079 |
| 09.  | Ban Wa     | บ้านหว้า  | 13    | 010.725 |
| 010. | Ban Kho    | บ้านค้อ   | 20    | 015.813 |
| 011. | Daeng Yai  | แดงใหญ่  | 0-    | 07.542  |
| 012. | Don Chang  | ดอนช้าง  | 08    | 04.901  |
| 013. | Don Han    | ดอนหัน   | 15    | 09.986  |
| 014. | Sila       | ศิลา     | 28    | 049.023 |
| 015. | Ban Pet    | บ้านเป็ด  | 23    | 038.210 |
| 016. | Nong Tum   | หนองตูม  | 11    | 07.578  |
| 017. | Bueng Niam | บึงเนียม  | 12    | 07.400  |
| 018. | Non Thon   | โนนท่อน  | 14    | 09.707  |

### Lokalverwaltung
Es gibt eine Kommune mit „Großstadt“-Status (Thesaban Nakhon) im Landkreis:
- Khon Kaen (เทศบาลนครขอนแก่น) umfasst den gesamten Tambon Nai Mueang.

Daneben gibt es zwei Kommunen mit „Stadt“-Status (Thesaban Mueang) im Landkreis:
- Ban Thum (เทศบาลเมืองบ้านทุ่ม) besteht aus dem gesamten Tambon Ban Thum,
- Sila (เทศบาลเมืองศิลา) besteht aus dem gesamten Tambon Sila.

Es gibt 10 Kommunen mit „Kleinstadt“-Status (Thesaban Tambon) im Landkreis:
- Samran (เทศบาลตำบลสำราญ) besteht aus Teilen des Tambon Samran,
- Phra Lap (เทศบาลตำบลพระลับ) besteht aus dem gesamten Tambon Phra Lap,
- Bueng Niam (เทศบาลตำบลบึงเนียม) besteht aus dem gesamten Tambon Bueng Niam,
- Tha Phra (เทศบาลตำบลท่าพระ) besteht aus Teilen des Tambon Tha Phra,
- Ban Pet (เทศบาลตำบลบ้านเป็ด) besteht aus Teilen des Tambon Ban Pet,
- Sawathi (เทศบาลตำบลสาวะถี) besteht aus Teilen des Tambon Sawathi,
- Ban Kho (เทศบาลตำบลบ้านค้อ) besteht aus Teilen des Tambon Ban Kho,
- Non Thon (เทศบาลตำบลโนนท่อน) besteht aus Teilen des Tambon Non Thon,
- Mueang Kao (เทศบาลตำบลเมืองเก่า) besteht aus Teilen des Tambon Mueang Kao,
- Nong Tum (เทศบาลตำบลหนองตูม) besteht aus Teilen des Tambon Nong Tum.

Außerdem gibt es sechs „Tambon-Verwaltungsorganisationen“ (องค์การบริหารส่วนตำบล – Tambon Administrative Organizations, TAO):
- Khok Si (องค์การบริหารส่วนตำบลโคกสี)
- Tha Phra (องค์การบริหารส่วนตำบลท่าพระ)
- Ban Wa (องค์การบริหารส่วนตำบลบ้านหว้า)
- Daeng Yai (องค์การบริหารส่วนตำบลแดงใหญ่)
- Don Chang (องค์การบริหารส่วนตำบลดอนช้าง)
- Don Han (องค์การบริหารส่วนตำบลดอนหัน)